# Aurèle Nicolet
Pour les articles homonymes, voir Nicolet (homonymie).
Aurèle Nicolet est un flûtiste suisse, né le 22 janvier 1926 à Neuchâtel et mort le 29 janvier 2016 à Fribourg-en-Brisgau, Allemagne,.

## Biographie
Aurèle Nicolet étudie avec André Jaunet, Willy Burkhard et Marcel Moyse. En 1947, il gagne le premier prix au Conservatoire de Paris, puis en 1948, celui du Concours de Genève. De 1950 à 1959, il est premier flûtiste de l'Orchestre philharmonique de Berlin.
De 1952 à 1965, il est également professeur au Conservatoire de musique de Berlin, puis, de 1965 à 1981, directeur de la classe de maître à Fribourg-en-Brisgau.
Aurèle Nicolet est l'auteur d'une méthode de flûte parue en 1967.
Toru Takemitsu, György Ligeti, Krzysztof Meyer et Edison Denisov ont composé des pièces pour lui.

## Discographie sélective
- Bach : The Complete Sonatas for Flute
- Luigi Boccherini/Joseph Martin Kraus : Flute Quintets
- Gossec : 6 Flute Quartets
- Mieg : Concerto pour flûte et orchestre à cordes
- Mozart : 4 Flute Quartets
- Reicha : 3 Quartets, Op. 98
- Spohr : Concertante No. 2; Mozart: Concerto for Flute and Harp; Oboe Concertos
- Antonio Vivaldi : Flute Concertos Op. 10, 1-6
- Vivaldi : 6 Flute Concertos Op. 10 (Philips Classics, 1987)